# Mark Steven Johnson
Mark Steven Johnson (Hastings, 30 ottobre 1964) è un regista, sceneggiatore e produttore cinematografico statunitense.
È noto soprattutto per aver portato sul grande schermo due personaggi storici dell'universo Marvel, Devil e Ghost Rider.

## Filmografia

### Regista
- Simon Birch (1998)
- Daredevil (2003)
- Ghost Rider (2007)
- La fontana dell'amore (When in Rome) (2010)
- Killing Season (2013)
- C'era una volta Steve McQueen (Finding Steve McQueen) (2019)
- Love, Guaranteed (2020)
- Love in the Villa - Innamorarsi a Verona (2020)

### Sceneggiatore
- Due irresistibili brontoloni (Grumpy Old Men) (1993)
- That's amore - Due improbabili seduttori (Grumpier Old Men) (1995)
- Il grande bullo (Big Bully) (1996)
- Simon Birch (1998)
- Jack Frost (1998)
- Daredevil (2003)
- Ghost Rider (2007)
- La fontana dell'amore (When in Rome) (2010)
- Love in the Villa - Innamorarsi a Verona (2020)

### Produttore
- Il grande match (Grudge Match), regia di Peter Segal (2013)
- C'era una volta Steve McQueen (Finding Steve McQueen), regia di Mark Steven Johnson (2019)
- Love in the Villa - Innamorarsi a Verona (2020)